# غوارن
غوارن(بالإسبانية: Guarne) هي بلدية وبلدة تقع في إدارة أنتيوكيا في كولومبيا، ضمن منطقة الشرق، تبعد حوالي 25 كيلومترًا عن مدينة ميديلين، وتُعد من أقرب البلديات إليها.

## نبذه
تحدها جيراردوتا وسان فيسينتي فرير من الشمال، وسان فيسنتي فرّير من الشرق، وريونيغرو من الجنوب، وميديلين وكوباكابانا من الغرب.
تتميز غوارن بموقعها الجغرافي الاستراتيجي على الطريق السريع الذي يربط ميديلين بمدينة بوغوتا، كما تقع بالقرب من مطار خوسيه ماريا كوردوفا الدولي، ترتفع عن سطح البحر حوالي 2,150 مترًا، ويغلب على مناخها الطابع المعتدل.
يُشكّل النشاط الزراعي والصناعات الخفيفة عماد الاقتصاد المحلي، وتشهد توسعًا عمرانيًا ملحوظًا بسبب قربها من ميديلين، كما تُعتبر مقصدًا للراغبين في السكن خارج المدينة دون الابتعاد كثيرًا عن مراكز الخدمات الحضرية.